# Hadrianus
Hadrianus (Latijn: Publius Aelius Traianus Hadrianus Augustus) (Rome of Itálica, 24 januari 76 – Baiae, 10 juli 138), was Romeins keizer van 117 tot 138. Onder zijn heerschappij bereikte het Romeinse Rijk zijn grootste omvang, van de grens van Caledonia (Schotland) tot aan de grens van het Parthische rijk in het Midden-Oosten. Hij is bekend vanwege het bouwen van de Muur van Hadrianus, die de noordelijke grens van Britannia consolideerde en deze provincie beschermde tegen invasies van de Picten. In Rome herbouwde hij het Pantheon en construeerde de Tempel van Venus en Roma. Hij was de derde van de vijf adoptiefkeizers. Hadrianus was filhellenist (liefhebber van de Griekse cultuur).
Hadrianus werd geboren als Publius Aelius Hadrianus. Zijn voorganger, Trajanus, was een neef langs moederskant van de vader van Hadrianus. Trajanus had nooit officieel een opvolger aangewezen, maar volgens zijn vrouw Pompeia Plotina wees Trajanus Hadrianus vlak voor zijn dood als keizer aan. Trajanus' vrouw en zijn vriend Licinius Sura waren Hadrianus goedgezind. Het kan goed zijn dat hij zijn benoeming aan hen te danken had.
Hadrianus stond bekend als een wijze en vredige keizer. Zo gaf hij drie provincies die door zijn voorganger Trajanus waren veroverd (Armenië, Mesopotamië, Assyrië), onmiddellijk terug aan de oorspronkelijke bevolking, en besloot hij resoluut af te zien van verdere expansie van het Romeinse rijk, vooral omdat hij inzag dat handhaving van nieuwe gebieden de Romeinse schatkist onnodig meer geld (zou) kosten. Zelfs van anti-Romeinen, zoals de Joden, kreeg hij lof toegezwaaid, omdat hij inspeelde op verzoening tussen Joden en Alexandrijnse Grieken na een bloedige Joodse opstand.
Tijdens zijn heerschappij maakte Hadrianus reizen naar bijna elke provincie van het keizerrijk. Hadrianus was een bewonderaar van Griekenland, en wilde van Athene de culturele hoofdstad van het keizerrijk maken. Hij bracht zeer veel tijd door met het leger; hij droeg gewoonlijk militaire kledij en at en sliep zelfs met de soldaten. Hij beval dat de militaire training strenger moest zijn en maakte zelfs gebruik van valse aanvalsrapporten om zijn leger alert te houden. Na zijn troonsbestijging trok Hadrianus zich terug uit Mesopotamia en Armenia, de veroveringen die Trajanus was begonnen, en overwoog zelfs om Dacië te verlaten. Later in zijn heerschappij onderdrukte hij de Bar Kochba-opstand in Judaea en hernoemde deze provincie Syria-Palaestina. In 136 adopteerde een zieke Hadrianus Lucius Aelius als zijn opvolger, maar die stierf plotseling twee jaar later. In 138 besloot Hadrianus Antoninus Pius te adopteren op voorwaarde dat deze op zijn beurt Marcus Aurelius en Aelius' zoon Lucius Verus zou adopteren als diens eventuele opvolgers. Antoninus ging akkoord, en spoedig daarna stierf Hadrianus te Baia.

## Afkomst en jeugd

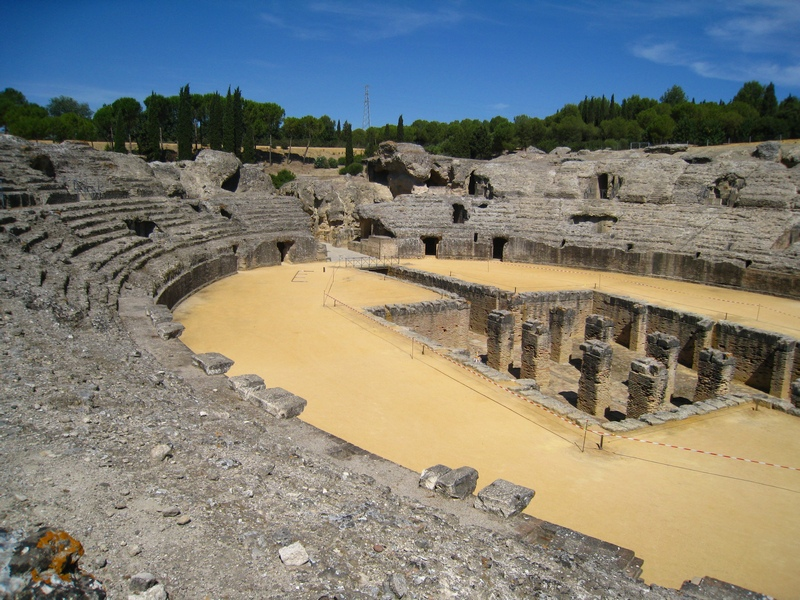
Amfitheater in Itálica.

Hadrianus was afkomstig uit een Romeinse familie die zich al in de Republikeinse tijd in het kielzog van de Romeinse expansie in Itálica in de provincie Hispania ulterior (later Hispania Baetica) in het zuiden van het Iberisch schiereiland vestigde. De onbekende auteur van de Hadrianus' biografie in de Historia Augusta, die materiaal uit de nu verloren autobiografie van Hadrianus gebruikte, meldde dat de familie oorspronkelijk uit Hadria of Hatria (het huidige Atri) in het middel-Italiaanse Picenum afkomstig was. Op de naam van deze stad, die ook zijn naam gaf aan de Adriatische Zee, gaat de bijnaam Hadrianus terug. Baetica was rijk aan mineralen; graan, druiven en olijven werden er in grote hoeveelheden verbouwd. De provincie exporteerde onder andere olijfolie, wijn en garum, de voor de Romeinse keuken karakteristieke vissaus, naar Rome. Een paar van de in Hispania tot rijkdom opgeklommen, invloedrijke families, waaronder de Ulpii van Trajanus, de Aelii van Hadrianus en de Annii van Marcus Aurelius, vormden door huwelijksallianties een groter Hispaans netwerk dat ook in Rome bij het streven naar invloedrijke posities standhield en zich in de 1e en 2e eeuw kon doorzetten tegen andere coalities.
Hadrianus werd in 76 geboren als zoon van de senator en ex-praetor Publius Aelius Hadrianus Afer. Waarschijnlijk werd hij in Rome geboren, of anders in Itálica. Over Hadrianus' kindertijd is niets overgeleverd. Kijkend naar zijn al vroeg uitgesproken filhellenisme wordt wel betoogd dat zijn vader hem als kind tijdens zijn proconsulaat van de provincie Achaea mogelijk naar Griekenland heeft meegenomen. Hadrianus waardeerde de Griekse cultuur zozeer dat hij de bijnaam Graeculus ('Griekje') kreeg. In het jaar 86, hij was toen tien jaar oud, verloor Hadrianus zijn vader. Hij kwam vanaf nu onder voogdij te staan van de latere keizer Trajanus, een van zijn achterooms, alsook onder die van de eveneens uit Itálica afkomstige ridder Publius Acilius Attianus. Na de toga virilis te hebben verkregen, bezocht Hadrianus als veertienjarige zijn familielandgoederen in Itálica. Hij doorliep daar de militaire basisopleiding en het was de bedoeling dat hij zich vertrouwd zou maken met het beheer van de familielandgoederen. Volgens zijn voogd Trajanus legde hij in Baetica echter een al te groot enthousiasme voor de jacht aan de dag. Hij werd daarop teruggeroepen naar Rome.

## Vroege carrière

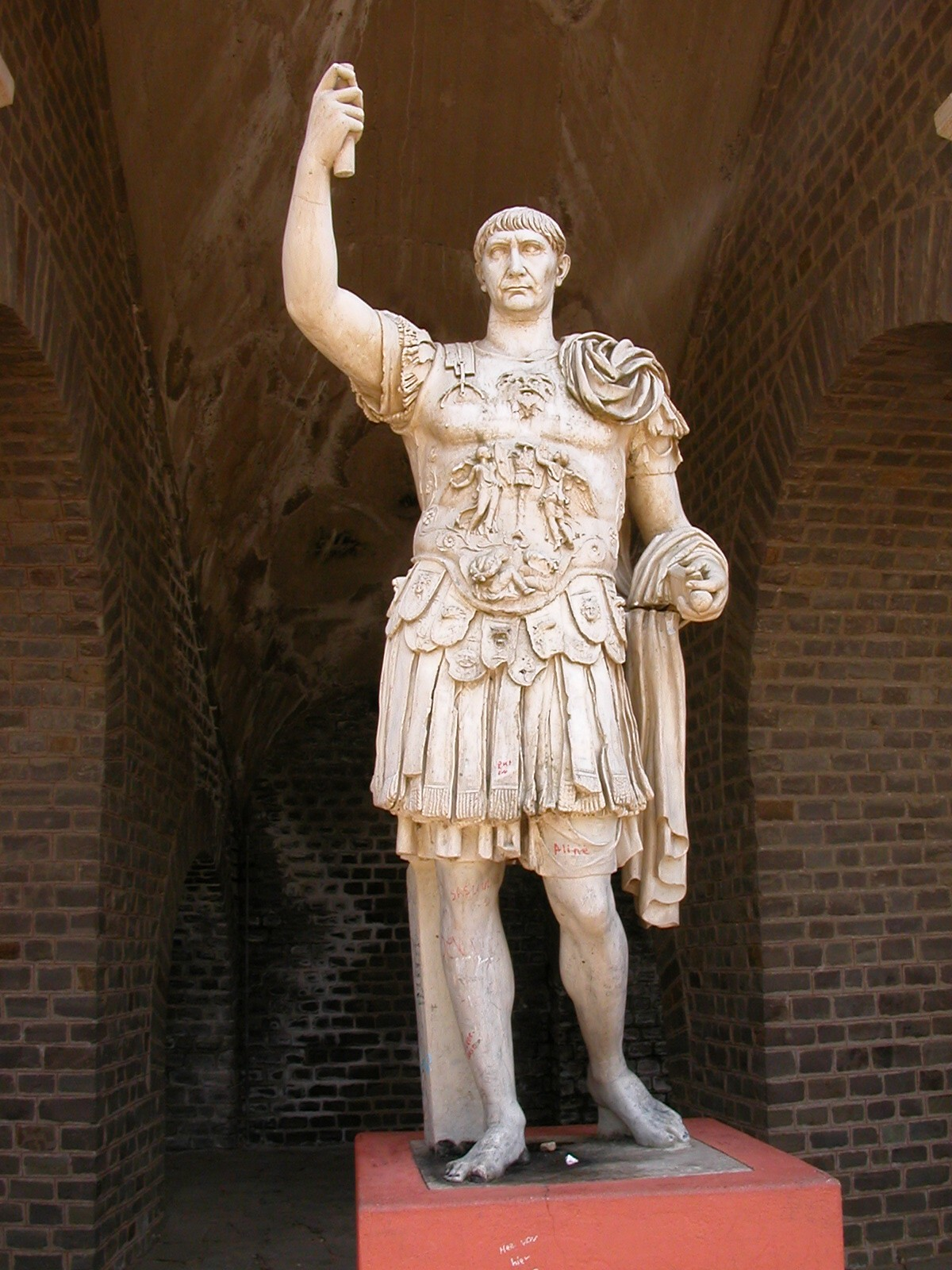
Trajanus, voogd van Hadrianus, volgde Nerva op als keizer

In het jaar 94 werd Hadrianus achttien jaar en werd hij als Decemviri stlitibus iudicandis in een toezichthoudend orgaan bij het gerecht benoemd. Op weg naar een senatoriale carrière werd hij volgens de inscripties geattesteerd in twee functies: hij diende als militair tribuun, eerst bij Legio II Adiutrix in Aquincum (dicht bij het huidige Boedapest), waar hij Quintus Marcius Turbo leerde kennen, daarna bij Legio V Macedonica in de provincie Moesia Inferior.
In de herfst van 97 werd zijn voogd Trajanus onder grote druk van de pretoriaanse garde door toenmalig keizer Nerva geadopteerd. Hadrianus werd in de late herfst op weg naar de Rijn, waar Trajanus zich ophield, gestuurd om de felicitaties van zijn legioen aan Trajanus over te brengen. Zijn voogd was nu de troonopvolger en Hadrianus was in één klap een belangrijk man. Trajanus wilde hem op dat moment echter niet in zijn nabijheid en gaf hem een derde militair tribunaat, nu in Mogontiacum (het huidige Mainz), waar hij werd gestationeerd bij Legio XXII Primigenia.
Hier had hij een moeizame verhouding met zijn oudere zwager Lucius Julius Ursus Servianus, de nieuw benoemde gouverneur van de provincie Germania Superior. Servianius, de man van Hadrianus' zuster, rivaliseerde met hem om de gunst van Trajanus.
Toen keizer Nerva in januari 98 overleed, volgde Trajanus hem als keizer op. Dit veranderde niets aan de rivaliteit tussen Hadrianus en de veel hoger in rang zijnde Servianus. Hadrianus haastte zich vanuit Mogontiacum naar Colonia Claudia Ara Agrippinensium (het huidige Keulen) in Germania Inferior om Trajanus het nieuws als eerste persoonlijk mede te delen.
Hadrianus' binding aan de keizerlijke familie werd in het jaar 100 nog nauwer. Pompeia Plotina, de vrouw van Trajanus, was bijzonder op Hadrianus gesteld. Spoedig nadat Trajanus keizer was geworden, arrangeerde zij een huwelijk van Hadrianus met de toen veertienjarige Vibia Sabina, een achternicht van Trajanus. Hadrianus was op het moment van het huwelijk vierentwintig jaar. In datzelfde jaar bekleedde Hadrianus het quaestorschap. Deze functie gaf hem toegang tot de Senaat en wel in de bevoorrechte positie van quaestor Augusti. Deze functionaris had onder andere de taak om de toespraken van de keizer in de Senaat voor te lezen. Bij de veldtocht tegen Decebalus, de koning van Dacië, was Hadrianus in 101 als comes Augusti in de staf van de keizer werkzaam. Vermoedelijk in 102 werd hij volkstribuun en in 105 praetor. Trajanus voorzag hem royaal van geld om de daarbij behorende spelen te kunnen betalen.
Hadrianus nam deel aan de door Trajanus in juni 105 begonnen tweede Dacische oorlog, nu als bevelhebber (legatus legionis) van Legio I Minervia. Trajanus beloonde hem voor zijn militaire successen met een diamant, dezelfde die Trajanus indertijd zelf van keizer Nerva had gekregen. Daarna werd hij tot gouverneur van Neder-Pannonië benoemd, dat hij tegen de Jazygen moest beveiligen. Op 32-jarige leeftijd werd Hadrianus in het jaar 108 consul suffectus.
Of uit dit carrièrepad kan worden geconcludeerd dat Hadrianus planmatig op de rol van toekomstige opvolger van Trajanus werd voorbereid, is een nog niet opgehelderde vraag. Trajanus maakte hem niet al te snel tot patriciër; hierdoor kon hij het volkstribunaat en het ambt van aedilis niet overslaan; Hadrianus werd echter net zo snel consul als bij patriciërs gebruikelijk was. Hij had daarboven het voordeel van een grote opgedane militaire ervaring, zoals die bij patriciërs in deze vorm niet gebruikelijk was. Trajanus verleende Hadrianus belangrijke voorrechten en bevoegdheden, die hij echter altijd doseerde.

## Functies
Hadrianus bekleedde de volgende functies:
- decemvir stlitibus iudicandis -
- sevir turmae equitum Romanorum -
- praefectus urbi (= stadscommandant) feriarum Latinarum -
- tribunus militum legionis II Adiutricis Piae Fidelis (95, in Pannonia Inferior) -
- tribunus militum legionis V Macedonicae (96, in Moesia Inferior) -
- tribunus militum legionis XXII Primigeniae Piae Fidelis (96, in Germania Superior) -
- quaestor (101) -
- ab actis senatus -
- tribunus plebis (105) -
- praetor (106) -
- legatus legionis I Minerviae Piae Fidelis (106, in Germania Inferior) -
- legatus Augusti pro praetore Pannoniae Inferioris (107) -
- consul suffectus (108) -
- septemvir epulonum (voor 112) -
- sodalis Augustalis (voor 112) -
- archon Athenis (112/13) -
- legatus Syriae (117).[11]

Hadrianus vergezelde keizer Trajanus in de Dacische Oorlogen. Vervolgens werd hij gouverneur van Pannonië, dat toentertijd te lijden had onder invallen van vijandelijke stammen. In 108 was hij consul. Toen Trajanus in 113/114 zijn veldtocht tegen de Parthen begon, ging Hadrianus mee. Na deze oorlog werd hij in 117 legatus Augusti pro praetore van Syria. Toen overleed Trajanus, en volgde Hadrianus hem op.

## Opvolger van Trajanus

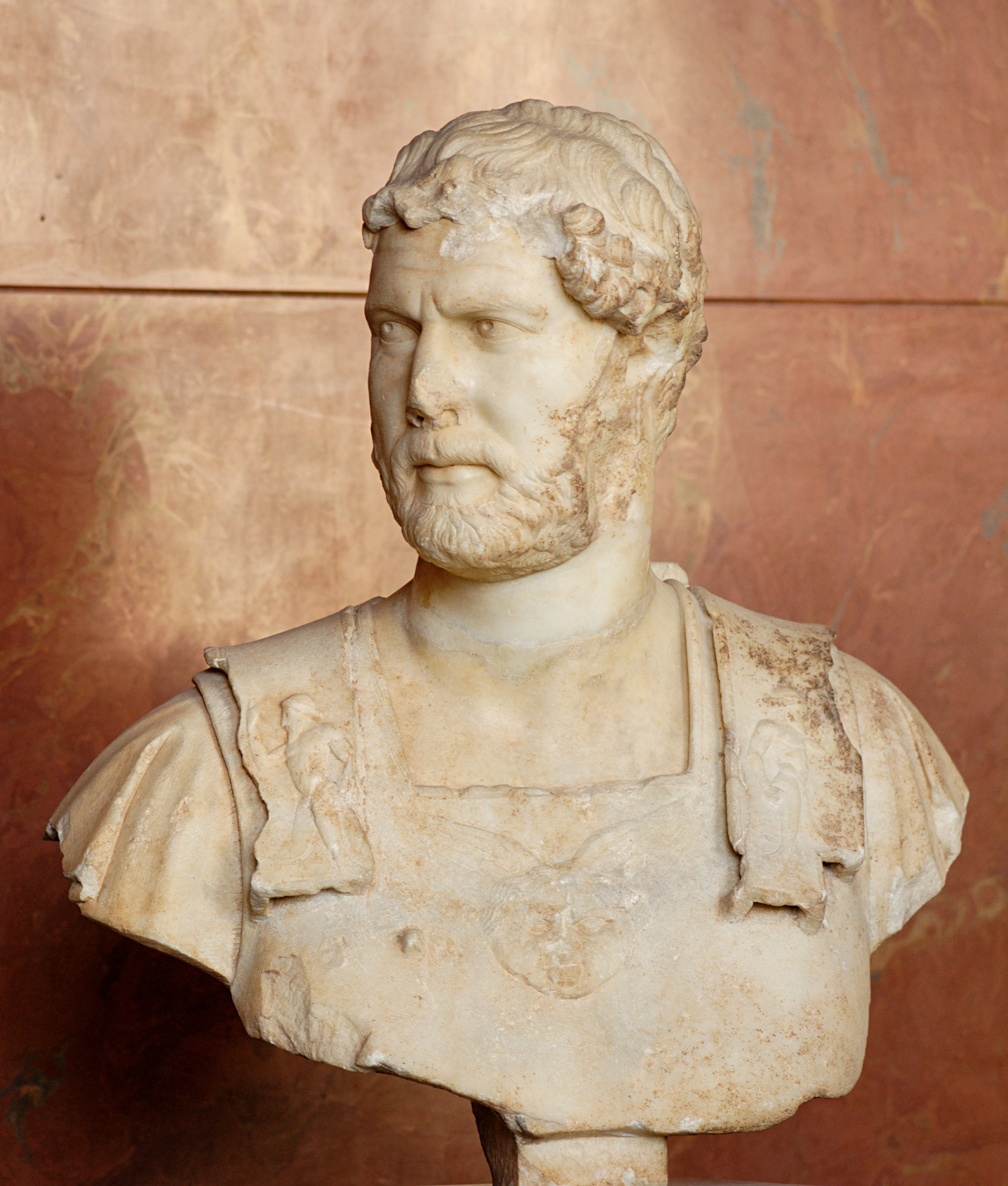
Buste van Hadrianus met gorgoneion (= een kuras met Gorgo), marmer, 127-128, gevonden in Heraklion, Kreta. Louvre, Parijs.

Waarschijnlijk heeft Plotina, toen keizer Trajanus in 117 overleed, de adoptie van Hadrianus door Trajanus aan diens sterfbed vervalst en zo een opvolging van Hadrianus geforceerd. Ofschoon velen twijfelden aan de rechtmatigheid van de adoptie, vocht niemand die aan.
Hadrianus kan zijn opvolging ook bij Trajanus' leven al verdiend hebben. In de jaren 105-108 toonde Trajanus zijn voorkeur voor Hadrianus door hem te verloven met zijn achternicht Vibia Sabina en hem de ambten van quaestor Imperatoris en comes Augusti (hoog keizerlijk ambtenaar) te verlenen. Bovendien schonk Trajanus Hadrianus de diamant van Nerva en stelde hij hem onder meer voor als consul suffectus. Hadrianus was de enige directe mannelijke bloedverwant van Trajanus. Toch was de steun van Plotina en Lucius Licinius Sura (overleden in 108) van groot belang voor Hadrianus.
Hadrianus liet vijanden als Celsus, Palma, Gaius Avidius Nigrinus en Lusius Quietus kort na elkaar vermoorden door zijn voogd Attianus, wat de Senaat tegen hem innam. De nieuwe keizer kreeg onmiddellijk te maken met de nasleep van de Kitosoorlog, een Joodse opstand, die op zijn hoogtepunt een groot deel van het oosten van het rijk besloeg. Kort na de opvolging trok Hadrianus de Romeinse garnizoenen terug uit Armenia, Syria en Mesopotamië. Dit deed hij niet uit vredelievendheid. De kosten van de voortdurende oorlogen aan de bedreigde grenzen liepen uit de hand, terwijl handhaving van het gezag in het rijk zelf al veel inspanning vergde.

## Wetgever: het Edictum Perpetuum
In Europa bereikte de romanisering haar hoogtepunt. Keizer Hadrianus trok veel macht naar zich toe ten koste van de Senaat, en benoemde een uitgebreide persoonlijke ambtelijke staf. Lastposten liet hij ombrengen. Hij streefde naar wetgeving die zou gelden voor het hele Romeinse imperium, en gaf de jurist Publius Salvius Iulianus in 130 opdracht om de pretoriaanse edicten samen te vatten tot een wetboek: het Edictum Perpetuum.

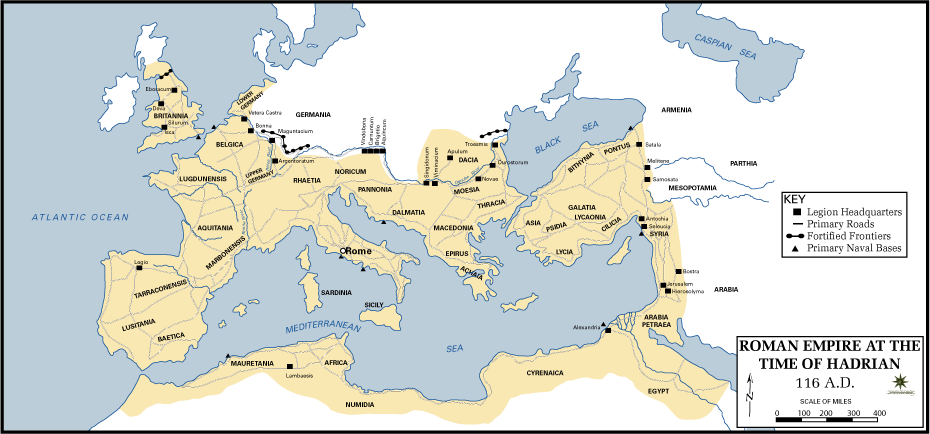
Omvang Romeins Rijk ten tijde van Hadrianus

## Politieke beslissingen van een reizende keizer-inspecteur
Hadrianus koos voor interne versterking en consolidering in plaats van de uitbreiding van het Romeinse Rijk. Hij sloot grenslanden buiten en trok het leger terug uit oorlogsgebieden. Hij verbeterde de bestaande infrastructuur en schonk fiscale amnestie aan belastingontduikers. Gemor van het volk drukte hij de kop in en hij bedaarde de gemoederen onder andere door belastingvermindering.
De keizer reisde voortdurend rond als projectleider-inspecteur en militair om zijn veldheren te controleren. Hij stichtte onderweg vele steden, onder meer Hadrianapolis (Adrianopel, de huidige Turkse grensplaats Edirne) in Thracië en liet er bijzondere openbare gebouwen aanleggen zoals thermen. In 121 of 122 bezocht Hadrianus de provincie Germania Inferior. Hij bezocht onder andere de nederzetting van de Cananefaten op de plaats van het park Arentsburgh in het huidige Voorburg. Hij gaf deze plaats marktrechten en vernoemde het dorp naar zichzelf. Als marktstad bloeide Forum Hadriani tot in de derde eeuw.

## De grote Joodse opstand
Aanvankelijk had Hadrianus sympathie gewonnen van de Joden door verzoening tussen Alexandrijnse Grieken en Joden na te streven. Maar hij bleef in principe tegen het Jodendom. Besnijdenissen bleven verboden (lichaamsverminking), en Jeruzalem hernoemde hij naar Aelia Capitolina (Aelia was de familienaam van zijn voorvaderen, Capitolina verwees naar de oppergod Jupiter). De Tempel werd voortaan aan Jupiter gewijd, en hij wilde de stad volledig helleniseren. De Joden waren hier boos over. Zo boos dat zij een guerrilla-oorlog voorbereidden. De opstand brak uit in 132 n.Chr., waarbij de Joden gebruik maakten van een slim gangenstelsel onder de grond en Romeinse wapens gebruikten die ze expres defect hadden aangeleverd om ze teruggestuurd te krijgen en te repareren voor eigen gebruik. Het bracht de Romeinen een flinke slag toe. Hadrianus stuurde hierop zijn beste generaals uit het gehele rijk naar Judaea, hetgeen de ernst van de situatie aangaf, tezamen met niet minder dan 12 à 13 legioenen. Het was de ergste militaire crisis uit zijn regeringsperiode. Bar Kochba, de leider van de Joodse opstand, beschouwde Judaea inmiddels al als een hernieuwde Joodse staat, in plaats van een Romeinse provincie, en herstelde alle Joodse ceremoniën en rituelen. Van het christendom moest hij niets hebben. Christenen werden door hem streng gestraft als ze Jezus de Messias noemden. Hij liet ze zelfs vermoorden indien ze niet meehielpen in de strijd tegen de Romeinen. Aelia Capitolina (Jeruzalem) had hij echter niet weten terug te veroveren. De wraak van de Romeinse gouverneur van Judaea, aangemoedigd en met troepen gesteund door Hadrianus, was ongekend. 580.000 Joden werden gedood, en Judaea werd opnieuw volledig Romeins. De invloedrijke Rabbi Aqiba die in Bar Kochba de Messias meende te herkennen, werd levend gevild. Ook Bar Kochba ging net als alle andere joden de ondergang tegemoet. Zijn hoofd werd aan Hadrianus getoond. Na afloop (135 n.Chr.) waren er praktisch geen Joden meer over in Judaea, ze waren dood of verkocht als slaaf. Hadrianus noemde Judaea voortaan Syria-Palestina.

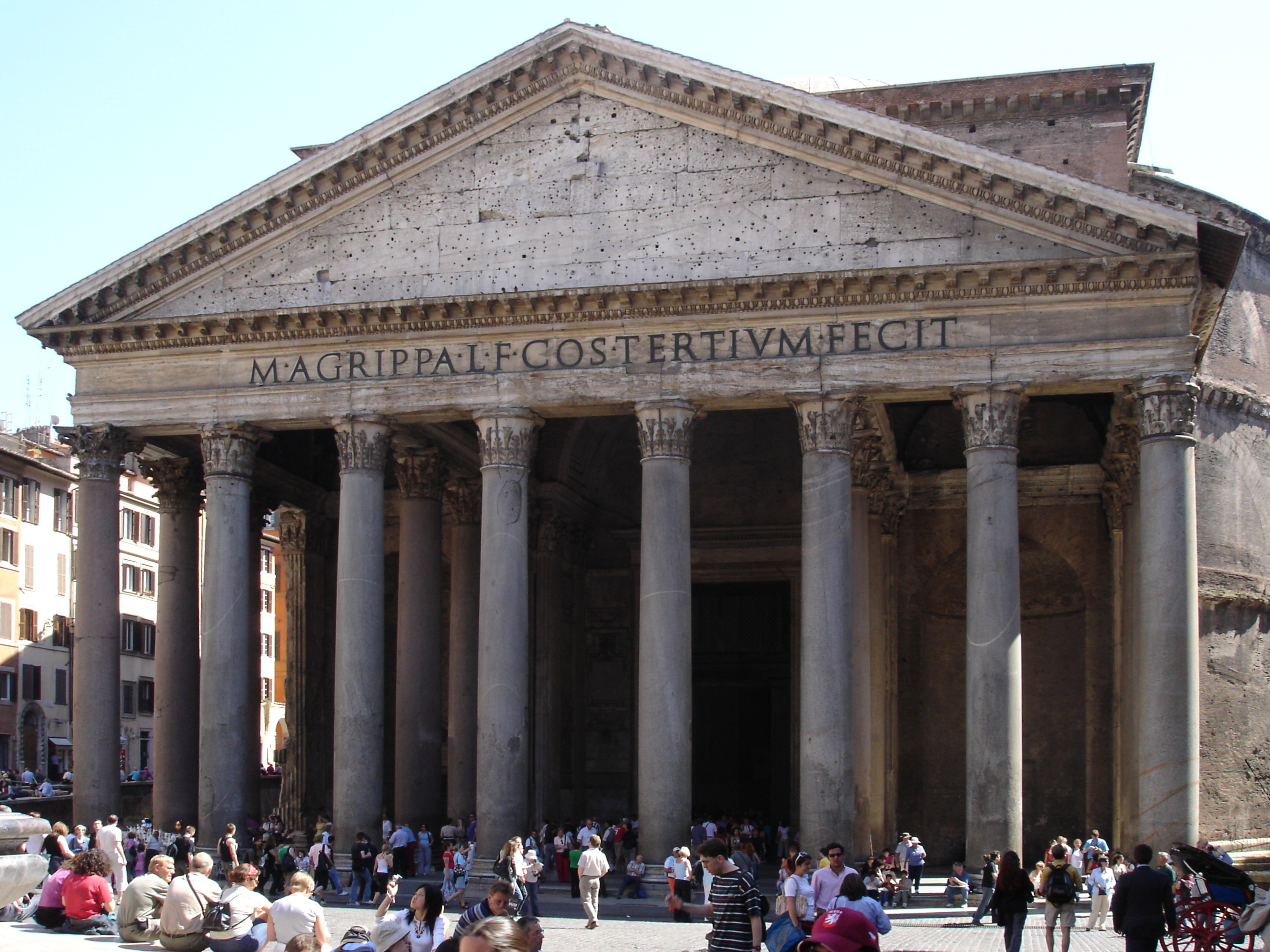
Pantheon, in Rome

## Architect
In 125 liet Hadrianus het ruim veertig jaar eerder afgebrande Pantheon opnieuw herbouwen. Een ander belangrijk bouwwerk in de hoofdstad was de door Hadrianus zelf ontworpen Tempel van Venus en Roma. In Tibur (Tivoli) liet hij tussen 126 en 134 zijn lusthof Villa Hadriani bouwen.

## Verdedigingslinies
Sinds de begintijd van het Romeinse Rijk hebben de keizers de veroverde gebieden afgegrendeld met verdedigingslinies tegen barbaren. Op de meest bedreigde punten was al een limes, versterkte grens, aangelegd: in Noord-Afrika, Syrië, Roemenië/Hongarije (Dacia), Duitsland, Nederland en Engeland - in de huidige benamingen. Voor Germania hadden de Romeinen sinds de slag in het Teutoburgerwoud in het jaar 9 weinig belangstelling meer. In 83 begon de afgrendeling met limes tussen de natuurlijke verdedigingslinies Rijn en Donau, van Rheinbrohl ten zuiden van Keulen naar de omgeving van Regensburg. Dit stuk van de limes was 550 kilometer lang en voorzien van minstens duizend wachttorens en honderden forten. De muren in Brittannië moesten nog worden gebouwd; daar werd nog te hard teruggevochten.

### Tegen Germanen
In Germania liet Hadrianus de limes versterken in 122 na Christus. Zijn opvolger, Antoninus Pius, zou die in 160 nog wat uitbreiden in oostelijke richting.

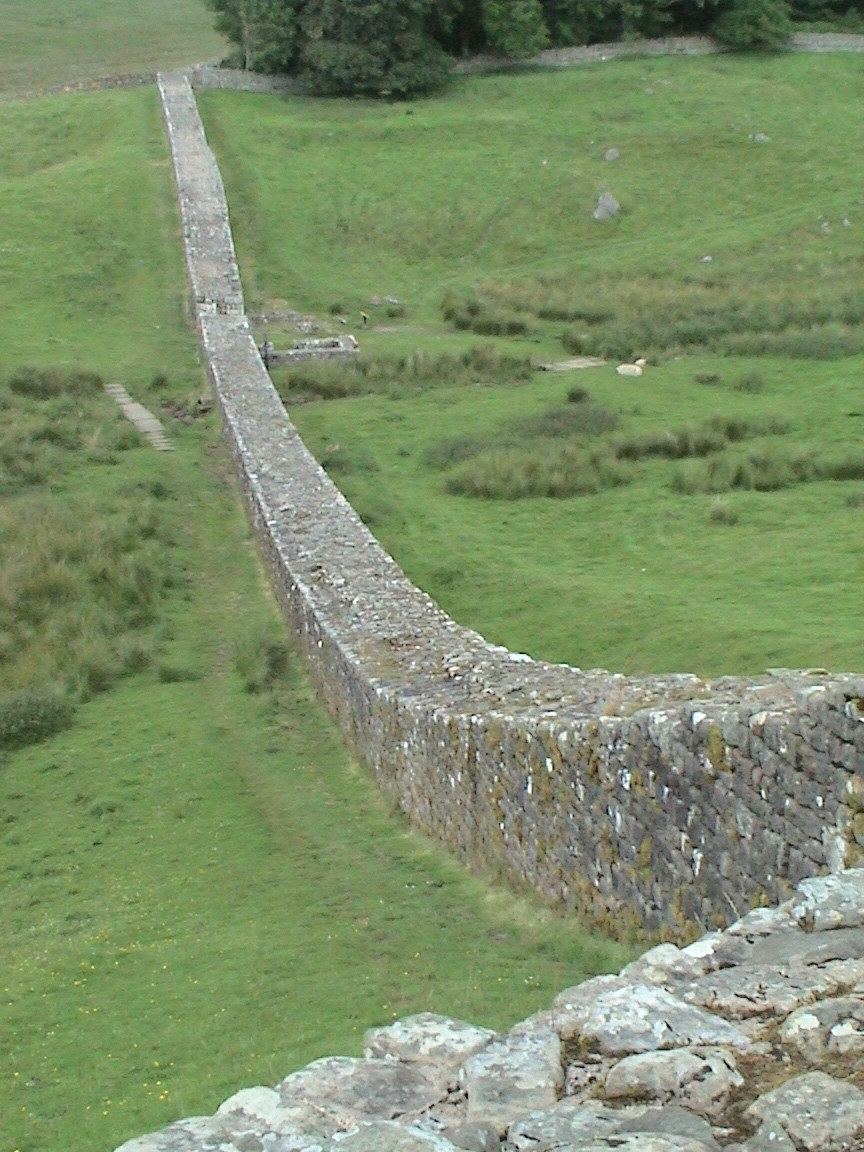
Muur van Hadrianus in Noord-Engeland

### Tegen Picten en Scoten: de Hadrianuswal
In 122 gaf Hadrianus het startsein voor de aanleg van de Vallum Hadriani, de Hadrianuswal of Pictenmuur in het noorden van Britannia tegen de aanvallen van de Picten en Scoten (Schotten). Deze Hadrianuswal is circa 117 kilometer lang en loopt van oost naar west van het plaatsje Tynemouth, aan de monding van de Tyne, via Newcastle naar Solway Firth bij Carlisle aan de westkust. Deze limes in Caledonia bestond uit drie verdedigingslinies: een stenen muur met een gracht ervoor, een wal met eveneens een gracht ervoor en zeventien castella, forten en wachttorens. De resten van een groot Romeins gebouw bij Vindolanda die archeologen recent hebben ontdekt, zouden deel geweest zijn van het persoonlijke hoofdkwartier van Hadrianus.

## Cultuur en muntslag

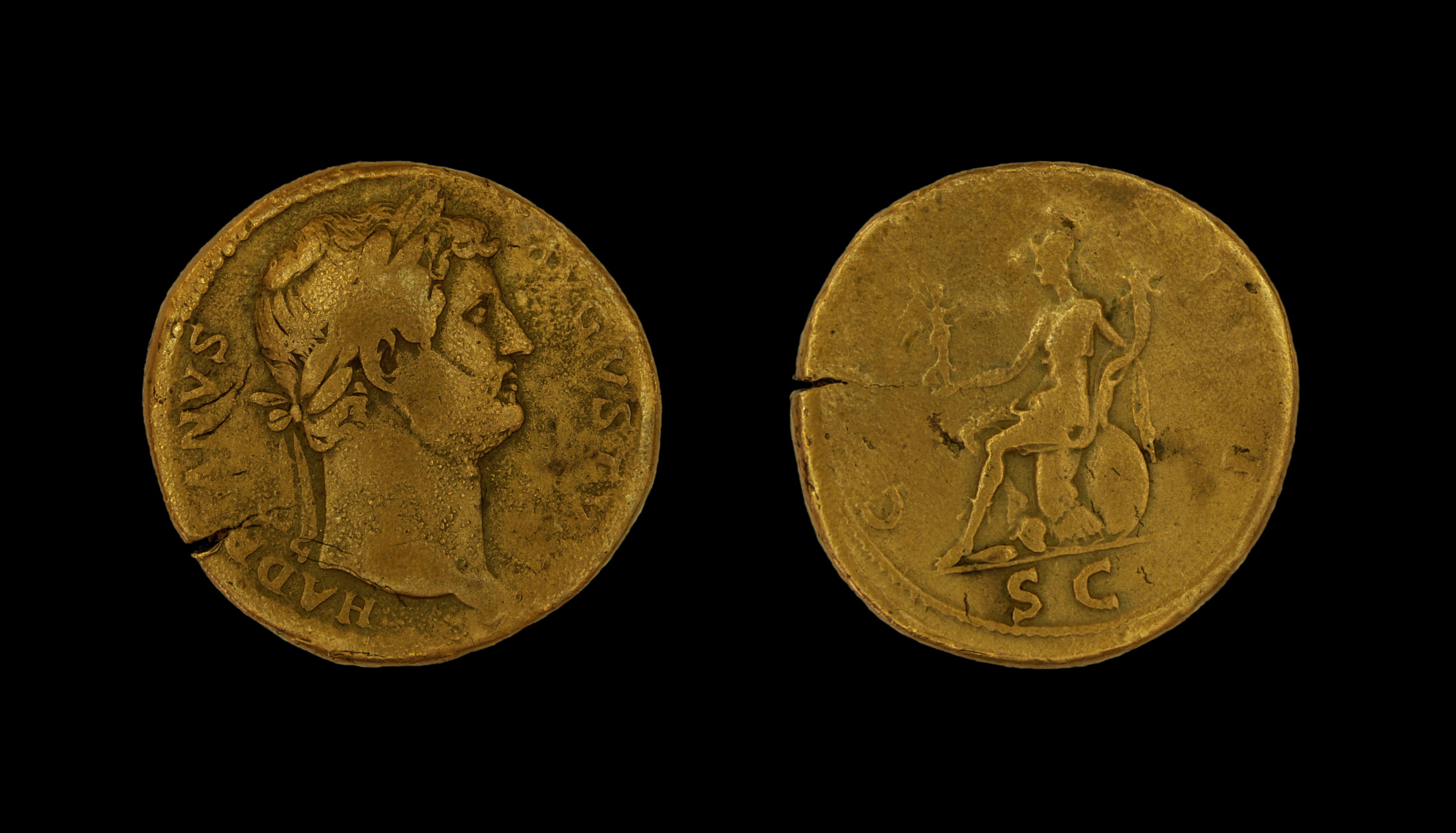
Denarius

In de periode van Hadrianus en zijn opvolgers bereikt de portretkunst op Romeinse munten een hoogtepunt. Tijdens de Julisch-Claudische dynastie en Vespasianus werd de keizer vergoddelijkt, en het portret een ideaalbeeld. Na Trajanus vangt een realistische stijlperiode aan. Mogelijk waren de interesse van Hadrianus voor Griekenland en zijn vele reizen de aanleiding daartoe.

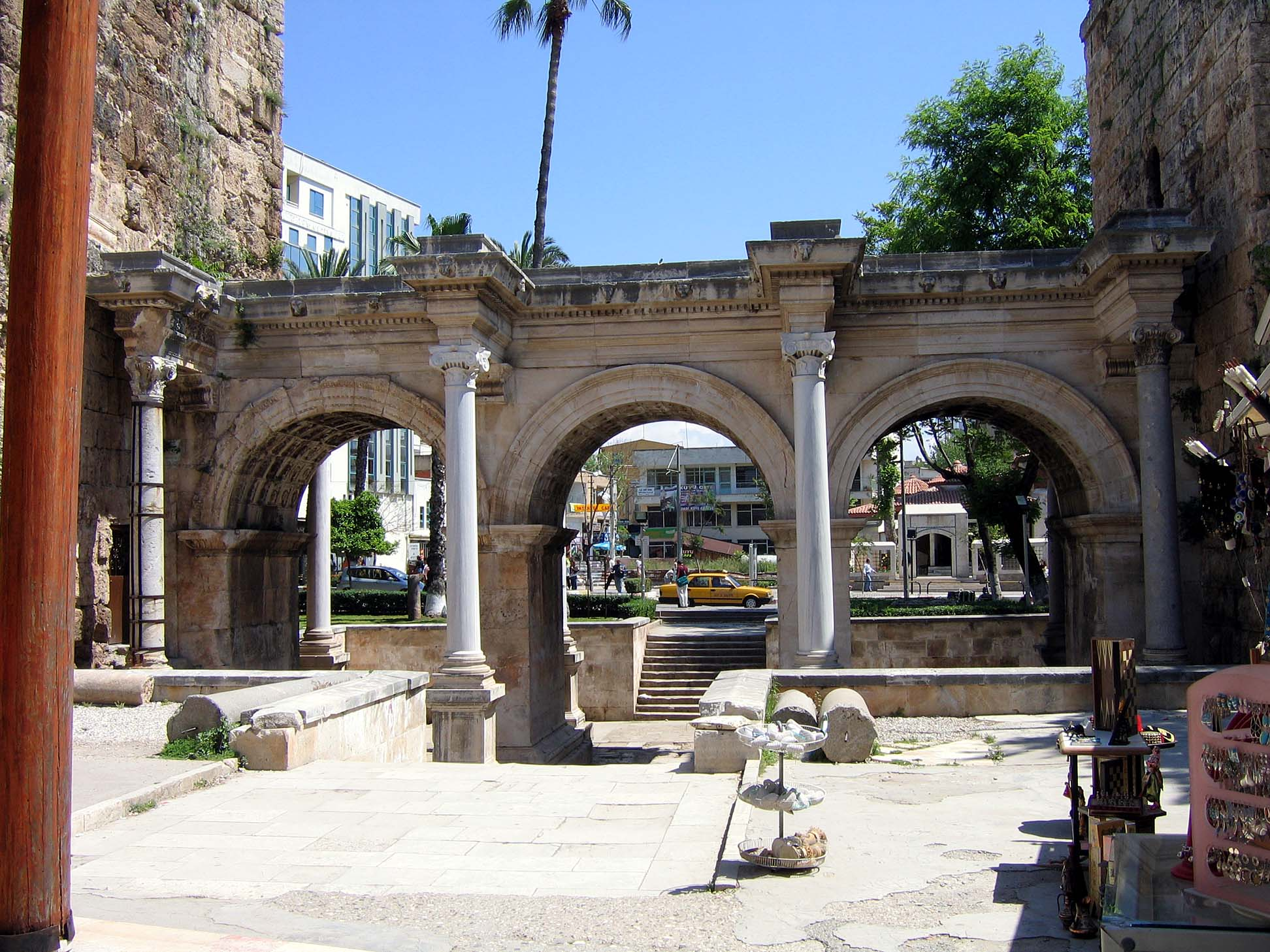
De Hadrianuspoort in Antalya, Turkije, werd te zijner ere gebouwd, en Hadrianus bezocht de stad in 130.

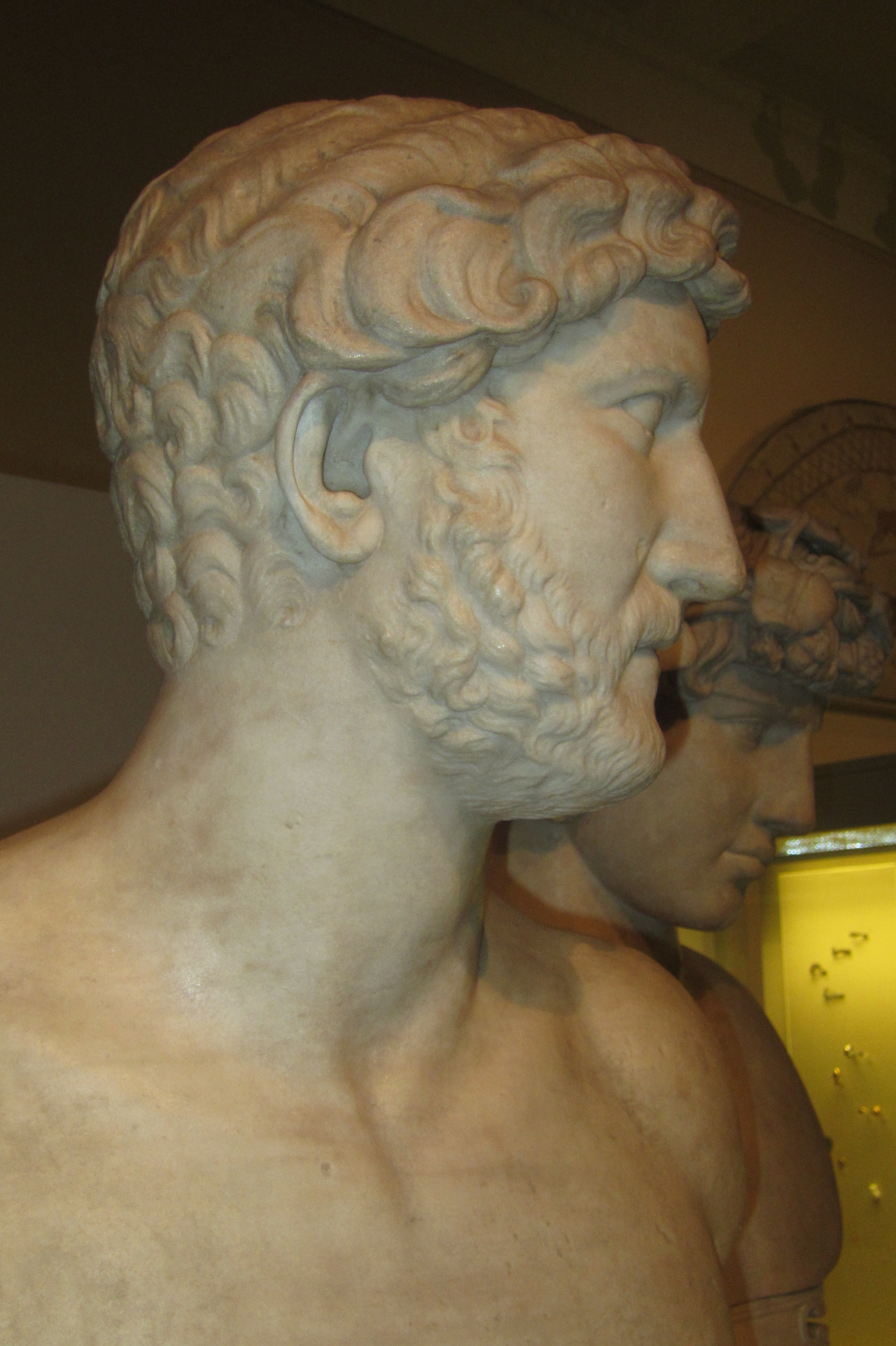
Bustes van Hadrianus en Antinoüs in het British Museum, Londen

## Persoonlijk leven
Reeds gedurende zijn opleiding als jongeman in Rome had Hadrianus een grote bewondering voor de Griekse cultuur. Hij sprak liever Grieks dan Latijn en was vertrouwd met de Griekse filosofie. Hij liet naar Griekse gewoonte zijn baard staan, waarmee hij brak met de Romeinse mode van eeuwen. Op zijn reizen vergezelde zijn eromenos (geliefde) Antinoüs hem: een Griekse jongen van buitengewone schoonheid, die hij na diens dood zelfs tot god verklaarde. Hadrianus is door latere schrijvers vaak verguisd vanwege zijn homoseksuele relatie met Antinoüs. Zijn huwelijk met Vibia Sabina was slecht. Dit leidde mogelijk tot de affaire waarvoor de geschiedschrijver Suetonius van het hof verwijderd werd.
Het beroemd geworden rijpaard van Hadrianus werd Borysthenes genoemd, en hij vereeuwigde het dier in een bewaard gebleven grafschrift op een graf in Zuid-Frankrijk.
Er zijn een aantal Latijnse en Griekse fragmenten bewaard gebleven die aan Hadrianus worden toegeschreven.
- Altercatio Hadriani Augusti et Epicteti philosophi (6e/7e eeuw)
- Carmina
- De vita sua (van deze autobiografie zijn alleen fragmenten bewaard gebleven)
- Edictum de Mora agricolis Vallis Nili in solvendo vectigali concedenda
- Epistula ad Avidium Quietum
- Epistula ad Plotinam Augustam de Popillio Theotimo, sectae Epicureae diadocho
- Epistula ad Sextilium Acutianum
- Epistula ad Stratonicenses Hadrianopolis
- Epistula de bonorum possessione liberis militum danda
- Epistula de iudiciis privatis (Vel Traiani?)
- Laudatio funebris in honorem Matidiae socrus
- Oratio ad exercitum africanum
- Rescriptum de Schola Epicurea Atheniensi

## Opvolging
Zijn huwelijk bleef kinderloos. In 136 adopteerde hij Lucius Ceionus Commodus als zijn zoon en opvolger - niet te verwarren met de latere keizer Commodus, zoon van Marcus Aurelius, dit tot groot ongenoegen van zijn zwager en ex-consul Lucius Julius Ursus Servianus, die had gehoopt dat zijn kleinzoon en achterneef van Hadrianus, Gnaeus Pedanius Fuscus Salinator, de verkozene zou worden. Servianus en Fuscus werden gedwongen zelfmoord te plegen. Commodus, alias Lucius Aelius Verus Caesar, had een zwakke gezondheid en overleed rond nieuwjaar 138. Met Commodus had Hadrianus waarschijnlijk de opvolging in twee generaties willen veiligstellen, want een dochter van Commodus was verloofd met een vijftienjarige gunsteling, Marcus Annius Verus, de latere Marcus Aurelius. Toen Commodus overleden was, adopteerde Hadrianus de gewaardeerde senator Antoninus Pius in diens plaats, en vroeg hem op zijn beurt om de zoon van Commodus, Lucius Verus en zijn toekomstige schoonzoon Marcus Aurelius te adopteren. Zo zorgde Hadrianus voor zijn opvolging door twee "goede" keizers: Antoninus Pius, en na hem Marcus Aurelius.

## Overlijden

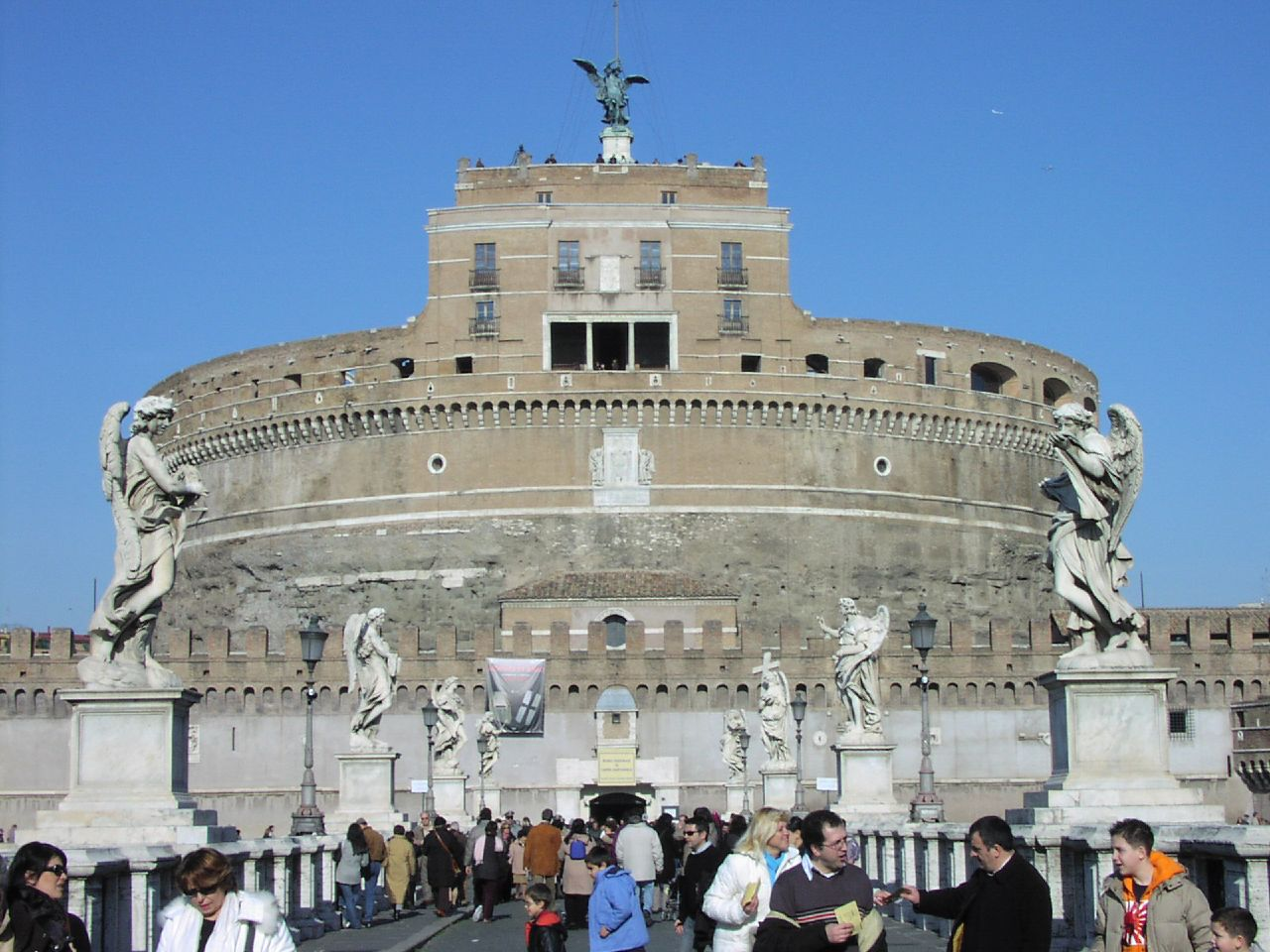
Engelenburcht (Castel Sant'Angelo), het mausoleum van Hadrianus in Rome aan de Tiber

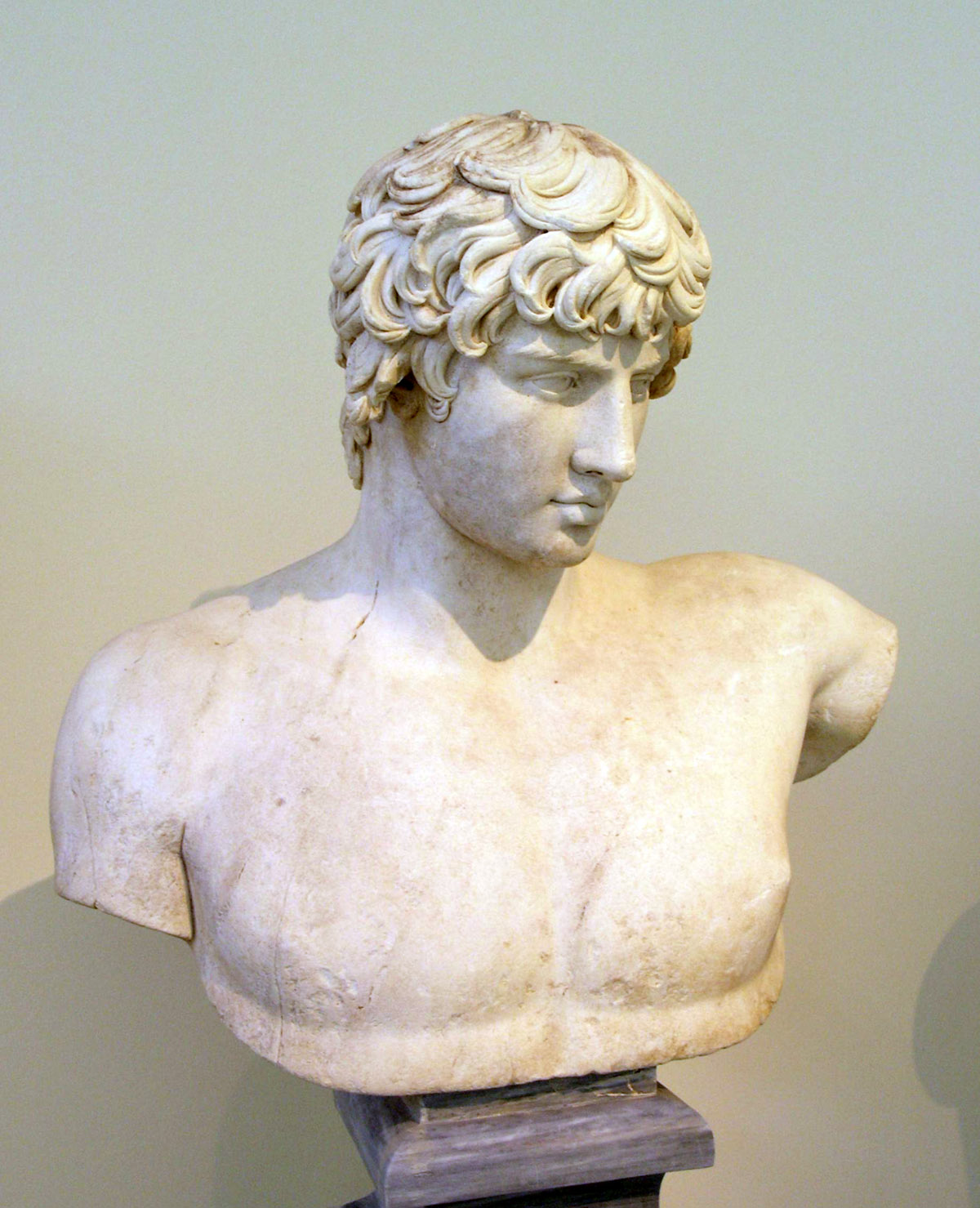
Buste van Antinoüs in het Nationaal Archeologisch Museum van Athene

Hadrianus stierf in zijn villa te Baiae, en werd eerst in Pozzuoli begraven, maar later herbegraven in de Tuinen van Domitia bij zijn onvoltooide mausoleum. Na voltooiing van zijn grafmonument, de Engelenburcht (Castel Sant'Angelo) in Rome, werd hij door zijn opvolger, Antoninus Pius, gecremeerd en bijgezet met de as van zijn vrouw Vibia Sabina en zijn adoptief-zoon Lucius Aelius. In 139 keurde de Senaat op initiatief van Antoninus Pius Hadrianus' opname onder de goden goed, dit overigens tegen de zin van de Senaat waarvan Hadrianus de macht had beknot. Men draaide Hadrianus' decreten meteen terug en er werd als vanouds weer vanuit Rome bestuurd volgens het principe Roma imperat. In 145 kreeg Hadrianus zijn tempel op het Campus Martius (Marsveld) in Rome, waarvan er nog steeds zuilen staan, ingemetseld in een muur.

## GedichtAnimula vagula blandula
De Historia Augusta [25,5] schrijft aan de stervende Hadrianus dit gedicht, zonder titel maar gewoonlijk "Animula vagula blandula" genoemd (naar de eerste drie woorden ervan), toe, dat door zijn kwaliteit authentiek lijkt. Weinig korte gedichten hebben echter tot zoveel discussie geleid:
Animula vagula blandula,
hospes comesque corporis,
quo nunc abibis? in loca
Pallidula rigida nudula (nubila?) -
nec ut soles dabis iocos.
Vertaling:
Zieltje, zwervertje, charmeurtje,
gast en makker van het lichaam,
waar ga je nu naar toe?
Naar donkere, kille en mistige oorden
en je grapjes zul je niet meer maken.

## Beelden eniconografievan de keizer
In de 19e eeuw viste men in de Londense Theems een gaaf beeld van de keizer op. Opgravingen in het Turkse Sagalassos in 2007 onder leiding van professor Marc Waelkens met een team van de Katholieke Universiteit Leuven brachten een enorm standbeeld en een keizerskop van Hadrianus aan het licht. De mooiste beeldencollectie staat opgesteld in het British Museum te Londen. Het museum bezit ook een papyrussnipper van een grotendeels verloren autobiografie van de keizer.

## Verder lezen
- Birley, Anthony R., Hadrian the restless emperor, Routledge, London, 1997 (biografie)
- Everitt, Anthony, Hadrianus. De rusteloze keizer, 2010. (oorspronkelijke titel: Hadrian and the Triumph of Rome), Ambo/Amsterdam, 398 blz.
- Fündling, Jörg, Kommentar zur Vita Hadriani der Historia Augusta (= Antiquitas, reeks 4: Beiträge zur Historia-Augusta-Forschung, deel 3: Kommentare, delen 4.1 en 4.2). Habelt, Bonn 2006, ISBN 3-7749-3390-1 (omvattende analyse van de Vita Hadriani; daarnaast een analyse van de resultaten van het wetenschappelijk onderzoek naar Hadrianus; recensie op Sehepunkten)
- Hekster, Olivier en Corjo Jansen (red.), De wereld van Hadrianus, 2015, ISBN 9789460042324
- Mortensen, Susanne, Hadrian. Eine Deutungsgeschichte. Habelt, Bonn 2004, ISBN 3-7749-3229-8 (Overblik over het wetenschappelijk onderzoek naar Hadrianus sinds het midden van de 19e eeuw)
- Yourcenar, Marguerite, Hadrianus' gedenkschriften (oorspronkelijke titel: Mémoires d'Hadrien), Atheneum-Polak & Van Gennep/Amsterdam, 306 blz.

## Biografische romans
- Marguerite Yourcenar, Mémoires d'Hadrien (1951, Hadrianus' gedenkschriften) is een gefantaseerde autobiografie van Hadrianus, in de vorm van een reeks brieven aan zijn adoptief-kleinzoon Marcus, een van zijn opvolgers (de latere keizer Marcus Aurelius)
- Paul Claes, Psyche, (2006), Hadrianus' Egyptische reis wordt beschreven met veel aandacht voor zijn gemoedstoestand. De keizer denkt na over de dood en het naderende einde van zijn relatie met Antinous.

### Primaire bronnen
- Cassius Dio, Geschiedenis van Rome (Engelse vertaling op LacusCurtius)
- Latijnse biografie van Hadrianus uit de Historia Augusta, met een Engelse vertaling

### Secundaire bronnen
- (en)  British Museum Londen: Bronzen kop van Hadrianus
- (en) Hadrian, in: De Imperatoribus Romanis, An Online Encyclopedia of Roman Emperors
- (en) Munten van Hadrianus
- (en) Catholic Encyclopedia artikel
- (fr) Bibliografie